# Clarias submarginatus
Clarias submarginatus is een straalvinnige vissensoort uit de familie van de kieuwzakmeervallen (Clariidae). De wetenschappelijke naam van de soort is voor het eerst geldig gepubliceerd in 1882 door Peters.